# ひぐらしのなく頃に解 罪滅し編
『ひぐらしのなく頃に解 罪滅し編』（ひぐらしのなくころにかい つみほろぼしへん）は、同人サークルである07th Expansionが製作した同人ゲーム『ひぐらしのなく頃に』の第6話目の表題。「解答編」としては第2話目。

## 概要
サブタイトルは「～最初の過ちをどうか～」
前作「目明し編」では「綿流し編」における謎解きをしたのみであったこととは異なり、今作では「鬼隠し編」の解のみでは無く、「ひぐらしのなく頃に」に全体に関係する謎が少しずつ解き明かされてくる。
今回は前原圭一および竜宮レナの視点から「同時間軸の別展開」の物語が展開される。本作品では、各シナリオによって様々な顔を見せる主人公・竜宮レナの内面とそれを取り巻く環境から生じる様々なアクシデントが物語の中心となっている。
原作者竜騎士07は、罪滅し編はシリーズ全体を通じて言いたかったテーマを示したものである、とした（本編スタッフルームにて）。
陰鬱な要素の多かったこれまでのシナリオとは打って変わって「萌え要素」と思われる描写が多く見られるが、一部にとてもグロテスクな場面や、前作の「目明し編」ほどではないが、残虐な要素や場面もある。
ミステリー的な面についての特性としては、多角視点からの解答という手法を取っている。
PS2版「祭」に「第質章・罪滅し編」として収録。DS版「絆・第三巻」に収録。

## ストーリー
ある日の部活動で、圭一とレナは水鉄砲の激戦の末に引き分け「近いうちに決着を付けよう」と約束する。
しかしその後、レナは自分の家庭に降り掛かる運命に翻弄されることになる。大切にしていた平和な日常が崩壊の危機を迎えたことにより、レナは少しずつ理性を失っていく。一方圭一たちは偶然その事態を知り、仲間として助けようと誓い合う。一度は圭一たちを信頼したレナだったが、事態は思わぬ展開を見せ、レナは次第に仲間たちへの懐疑を深めて孤立していく。圭一はなおも仲間たちへの信頼を訴えかけるが、逆に隠していた自分の「過去」を突き付けられ、決別を宣言されてしまう。
レナの言葉に激しい衝撃を受けた圭一だったが、それを知った他の部活メンバーの言葉は意外なものだった。その時圭一は、本来知りうるはずの無い「鬼隠し編」で自分が犯した決定的な「罪」に気づく。それは起こり得ない「奇跡」だった。圭一は、「鬼隠し編」で身を挺して自分を救おうとした少女を、今度は自分が救うことを決意する。

## 登場人物
- 以下の人物は個別項目を参照。
  - 竜宮レナ
  - 前原圭一
  - 園崎魅音
  - 北条沙都子
  - 古手梨花
  - 園崎詩音

## 演出
本作品では、ある登場人物に限り、表示される文字の色をその登場人物の心理状態に対応して濃淡を変化させるという演出がされている。通常の状態だと薄いピンク色で表示されるが、精神状態が悪化すると色がだんだんと濃くなり、極限状態では真紅の文字が表示される。
鬼隠し編で別の人物に起こっていた同じ現象に対する「解」を分かりやすく説明するためにとられた演出である。
なお、この話は圭一の覚醒を除けば「間宮リナが竜宮家と接触し、レナが殺害する」ことがフラグである。

## 音楽
目明し編に続いて「空夢」や「見えない何かに怯える夜 -2ndEdition」「彷徨いの言葉は天に導かれ」などそれぞれ人気の高い新曲がひぐらしを愛する音楽家たちの協力を得て投入された。なかでも、罪滅し編のキーになる極めつきの泣き曲（竜騎士07）とされる「Birth and death」は、解全編に多くの楽曲を提供したdaiがその中の第一として挙げた曲である（ひぐらしのなかせ方5参照）。
なお、絆では後半部分で新曲2曲をdaiが書き下ろしている。

## 漫画
スクウェア・エニックス刊『ガンガンパワード』で2006年 Vol.1から2008年6月号まで連載された。
作画・鈴羅木かりん。
1. ISBN 978-4-7575-1826-1 2007年1月22日 初版発行
2. ISBN 978-4-7575-2027-1 2007年6月22日 初版発行
3. ISBN 978-4-7575-2178-0 2008年1月22日 初版発行
4. ISBN 978-4-7575-2307-4 2008年6月21日 初版発行

- 1・2巻と同時期に発売された「目明し編」や外伝「宵越し編」などの同時購入特典で、ゲーム本編の未公開シーン集「蔵出し編」1・2巻が刊行されている。
- 3巻と「目明し編」3巻の同時購入特典で描き下ろし新作「れなぱん（鈴羅木かりん）・罰恋し編（方條ゆとり）」が刊行されている。

## アニメ
第1期「ひぐらしのなく頃に」第22 - 26話、第2期「ひぐらしのなく頃に解」第1話。
第1期
- 第22話 罪滅し編 其の壱 幸せ
- 第23話 罪滅し編 其の弐 還る処
- 第24話 罪滅し編 其の参 34号文書
- 第25話 罪滅し編 其の四 地球侵略
- 第26話 罪滅し編 其の伍 リテイク

第2期
- 第1話 サイカイ

第2期の第1話「サイカイ」は罪滅し編から約25年後、暇潰し編から約30年後の現在が舞台となっており、罪滅し編の事実上の後日談である。この「サイカイ」は原作の罪滅し編本編終了後に入手できるTIPS「悪魔の脚本」を基にオリジナルストーリーを加えたものである。

## ドラマCD
発売：HOBiRECORDS、販売：WAYUTA。
- 2008年2月22日発売 WACD-107
- EDテーマ：あの日、あの場所、全てに『ありがとう』
  - 作詞：羽鳥風画、作曲：羽鳥風画・dai、編曲：羽鳥風画・bAsHEE
  - 歌：前原圭一（保志総一朗）
  - 元はサークル『羽っ鳥もさく共和国』のひぐらしのなく頃にアレンジCD『祭のあと』収録曲で、新たに保志総一朗が歌いなおしたものが発表された。歌詞は同じものを使用しているが音程がやや異なるアレンジになっている。原曲はthanksなのでdaiの名前がクレジットされている。後にシングルカットされた。

キャスティングの相違
- 以下はドラマCD版キャスト
  - 間宮リナ：氷上恭子
  - レナの父：一条和矢
  - 小此木：小杉十郎太
  - 鑑識の爺さま：緒方賢一
  - 赤坂衛：子安武人

## 小説
著者：竜騎士07　イラスト：ともひ
- 講談社BOX版
  - ひぐらしのなく頃に解 第二話 〜罪滅し編〜（上） ISBN 978-4-06-283669-2
  - ひぐらしのなく頃に解 第二話 〜罪滅し編〜（下） ISBN 978-4-06-283670-8

- 星海社文庫版
  - ひぐらしのなく頃に解 第二話 〜罪滅し編〜（上） ISBN 978-4-06-138921-2
  - ひぐらしのなく頃に解 第二話 〜罪滅し編〜（下） ISBN 978-4-06-138923-6